# آرثر تريمبلي
آرثر تريمبلي هو أستاذ جامعي وسياسي كندي، ولد في 18 يونيو 1917 في سان برونو دي مونترافلي في كندا، وتوفي في 27 أكتوبر 1996. نشط حزبياً في الحزب الكندي التقدمي المحافظ. وقد انتخب عضو مجلس الشيوخ الكندي ‏.